# Е-6 № 6
Луна E-6 № 6 (иногда обозначаемая NASA как Луна-1964A и иногда известный на Западе как «Спутник 27») — предназначенный для мягкой посадки на Луну советский космический аппарат, потерянный в результате неудачного запуска 21 марта 1964 года. Имел вес в 1 422 килограмма (3 135 фунтов), относился к программе Е-6 четвертый из двенадцати по порядку запуска. Предполагалось, что он станет первым космическим аппаратом, который совершит мягкую посадку на Луну, однако данная цель была достигнута последним космическим аппаратом в серии Луна-9. Он был оснащён системой визуализации и счётчиком газовых разрядов.
Луна E-6 № 6 была запущена 21 марта 1964 года в 08:15:35 UTC ракетой-носителем Молния-М 8K78M, которая стартовала с гагаринской площадки на космодроме Байконур. Из-за неоткрытия клапана окислителя на режим ступени тяги двигательная установка III ступени носителя не запустилась. В результате ракета развила недостаточную тягу для выхода на орбиту и выключилась через 489 секунд после запуска. Остальные разгонные ступени и лунный модуль вошли в плотные слои атмосферы и разрушились. Еще до официального опубликования информации о миссии NASA определила цель запуска как попытку посадки космического корабля на Луну.

## References
1. 1 2 3  Черток Б. Е. Ракеты и люди. — 2-е изд. — М. : Машиностроение, 1999. — Кн. 3. Горячие дни холодной войны. — С. 288. — 526 с. — ISBN 5-217-02936-6.
2. 1 2 3  Williams, David R. Tentatively Identified Missions and Launch Failures (англ.). NASA Space Science Data Coordinated Archive (6 января 2005). Дата обращения: 30 июля 2010. Архивировано 17 мая 2020 года.
3. ↑  Wade, Mark. Luna E-6 (англ.). Encyclopedia Astronautica. Дата обращения: 26 июля 2010. Архивировано из оригинала 25 февраля 2002 года.
4. 1 2  Krebs, Gunter. Luna E-6 (англ.). Gunter's Space Page. Дата обращения: 26 июля 2010. Архивировано 17 декабря 2011 года.
5. ↑  McDowell, Jonathan. Launch Log (англ.). Jonathan's Space Page. Дата обращения: 26 июля 2010. Архивировано 23 января 2018 года.
6. ↑  Wade, Mark. Soyuz (англ.). Encyclopedia Astronautica. Дата обращения: 26 июля 2010. Архивировано из оригинала 7 января 2010 года.

## External links
- Zarya — Luna programme chronology